# Église Saint-Laurent de Montégut
L'église Saint-Laurent se situe sur la commune de Montégut, dans le département français des Landes. Datant du XVe siècle, elle est inscrite aux monuments historiques par arrêté du 5 novembre 2001.

## Présentation
L'église, édifiée au XVe siècle, est pillée par les protestants lors du passage des troupes de Montgommery en 1569,.
L'édifice est doté d'un chevet plat et d'un porche surmonté d'un clocher-porche polygonal. La porte d'entrée, abritée par le porche, présente un arc brisé en tiers point surmonté d'une archivolte, l'ensemble étant coiffé d'un gâble cantonné de deux pinacles.
À l'intérieur, la voûte du chœur est réalisée en briques et semble dater du XVIIe siècle. La nef, initialement charpentée, est couverte d'une voûte en plâtre à cette époque. La sacristie actuelle est une petite construction des XVIe et XVIIe siècles, accolée au mur sud du chœur.

## Galerie

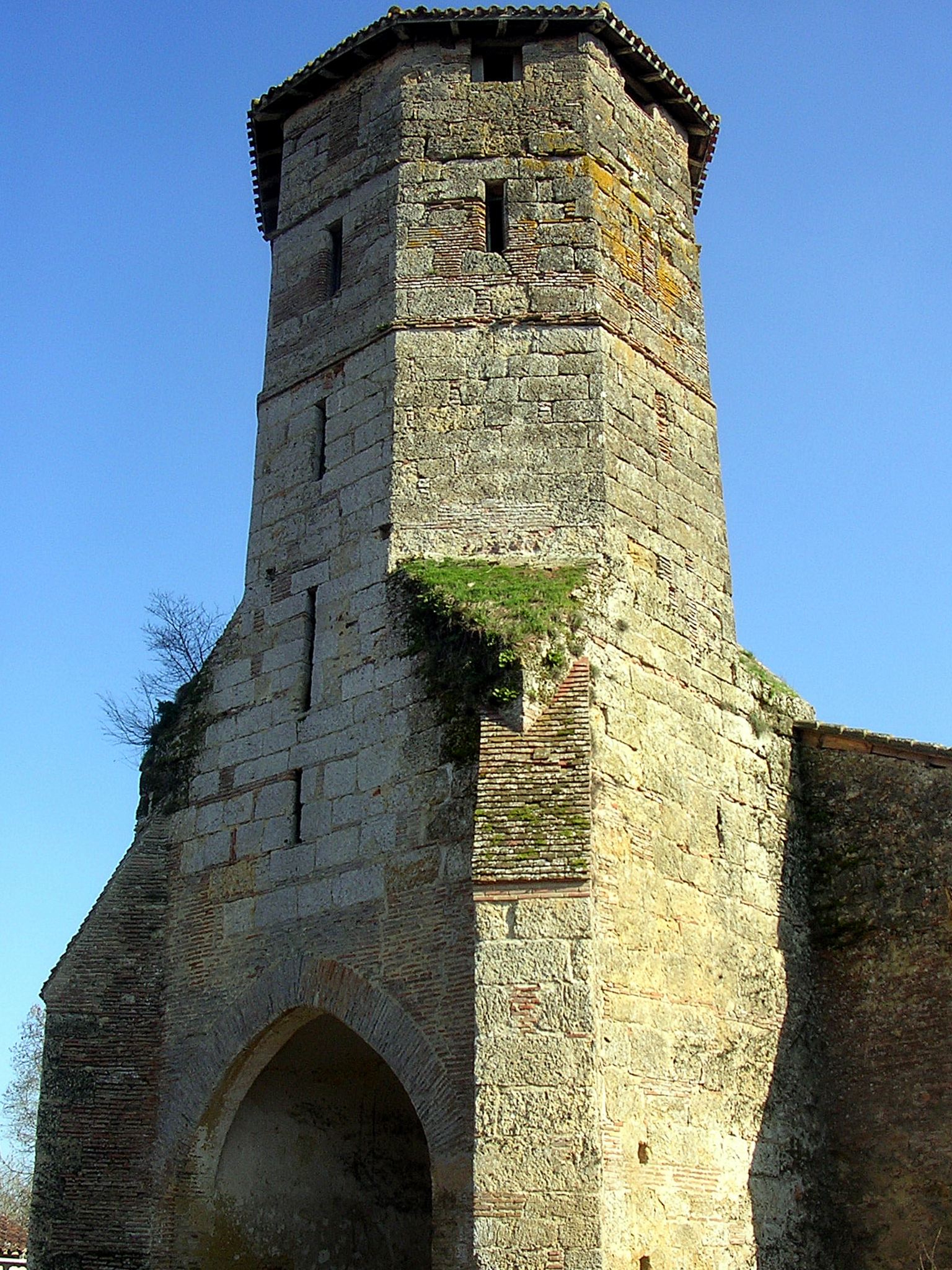
Clocher-porche polygonal